# Paetelia de pecunia regis Antiochi
La lex Paetelia de pecunia regis Antiochi o Paetelia de peculatu va ser una antiga llei romana proposada pel tribú de la plebs Quint Peteli quan eren cònsols Gai Flamini i Marc Emili Lèpid. Ordenava investigar els suborns del rei Antíoc III el Gran i a totes les persones implicades.